# Распределение Бернулли
Распределе́ние Берну́лли в теории вероятностей и математической статистике — дискретное распределение вероятностей, моделирующее случайный эксперимент произвольной природы, при заранее известной вероятности успеха или неудачи.

## Определение
Случайная величина {\displaystyle X} имеет распределение Бернулли, если она принимает всего два значения: {\displaystyle 1} и {\displaystyle 0} с вероятностями {\displaystyle p} и {\displaystyle q\equiv 1-p} соответственно. Таким образом:
{\displaystyle \mathbb {P} (X=1)=p},
{\displaystyle \mathbb {P} (X=0)=q}.
Принято говорить, что событие {\displaystyle \{X=1\}} соответствует «успеху», а событие {\displaystyle \{X=0\}} — «неудаче». Эти названия условные, и в зависимости от конкретной задачи могут быть заменены на противоположные.

## Свойства

### Предельное свойство
Предельное свойство описывается теоремой Пуассона:
Пусть есть последовательность серий испытаний Бернулли, где {\displaystyle p_{n}} — вероятность «успеха», {\displaystyle \mu _{n}} — количество «успехов».
Тогда если
1. {\displaystyle \lim _{n\to \infty }p_{n}=0;}
2. {\displaystyle \lim _{n\to \infty }np_{n}=\lambda ;}
3. {\displaystyle \lambda >0,}

то {\displaystyle \lim _{n\to \infty }P(\omega :\mu _{n}(\omega )=m)=e^{-\lambda }{\cfrac {\lambda ^{m}}{m!}}.}

### Моменты распределения Бернулли
{\displaystyle \mathbb {E} [X]=p},
{\displaystyle \operatorname {D} [X]=p(1-p)=pq}, так как: {\displaystyle \operatorname {E} X^{2}-\left(\operatorname {E} X\right)^{2}=p-p^{2}=p\cdot (1-p)=pq}.
Вообще, легко видеть, что
{\displaystyle \mathbb {E} \left[X^{n}\right]=\Pr(X=1)\cdot 1^{n}+\Pr(X=0)\cdot 0^{n}=p\cdot 1^{n}+q\cdot 0^{n}=p=\mathbb {E} [X],\forall n\in \mathbb {N} }

## Замечание
Если независимые случайные величины {\displaystyle X_{1},\ldots ,X_{n}}, имеют распределение Бернулли с вероятностью успеха {\displaystyle p}, то
{\displaystyle Y=\sum \limits _{i=1}^{n}X_{i}}
имеет биномиальное распределение с {\displaystyle n} степенями свободы.